# Ighounane
Ighounane est un village marocain qui dépend de la commune rurale de Télouet. Situé à 100 kilomètres de Marrakech, près du col du Tichka, ce village est un lieu où l'on vit en autarcie et où la langue parlée est le berbère. Le village est localisé proche d'une route qui constitue un lieu de passage obligé pour arriver à Aït-ben-Haddou, célèbre site classé au patrimoine mondial de l'UNESCO.
Ighounane via son association TIDAF pour le développement humain a réussi en 2014 à collecter 1500 euros grâce au financement participatif lors des inondations qui avaient touché l'ensemble du territoire marocain.